# Skylax
Skylax (grekiska Σκύλαξ) var en grekisk historieskrivare från Karyanda i Karien. 
Skylax levde på persiske konungen Dareios I:s tid (521-485 f. Kr.) och fick av honom i uppdrag att utforska floden Indus samt Asiens sydkust. Att han därom skrev en berättelse (Periplus), omnämns av Aristoteles i Politika, men frågan är, huruvida detta verk är detsamma som det nu existerande eller om detta är författat av en senare Skylax från Halikarnassos eller av någon annan.. Man har även tillskrivit Skylax en biografi över Herakleides, kariernas nationalhjälte, som gjorde uppror mot Dareios.